# Rees Davies
Rees Davies (6. srpna 1938 – 16. května 2005) byl velšský historik – medievalista. Narodil se ve vesnici Llandderfel na severu Walesu jako nejmladší ze čtyř synů Williama a Margaret Daviesových. Po dokončení středoškolského studia ve městě Bala odešel na University College London. V roce 1995 mu byl udělen Řád britského impéria. Zemřel v roce 2005 ve věku 66 let.